# 10号科罗拉多州州道
10号科罗拉多州州道（英語：Colorado State Highway 10，SH-10）是美国科罗拉多州东南方的一条东-西走向的州级公路，全长71.968英里（115.821），西起韋爾法諾縣县治沃尔森堡接25號州際公路（I-25）和160号美国国道（US-160），东至奧特羅縣境内与南北向的71号科罗拉多州州道（SH-10）交叉，并在县治拉洪塔终于50号美国国道（US-50）与350号美国国道（US-350）的岔路口附近。